# Ногайская битва
Ногайская битва — сражение 1519 года у реки Волги, под стенами Хаджи-Тархана, произошло между казахами, ногайцами и большеордынцами Астраханского ханства. 

## Ход событий
Осенью 1519, предположительно в ноябре, османский наместник Азова сообщил великому князю Василию III, что в Азов прибыли двое ногайских мирз с вестью о том, что казахи обнаружили Шигим-мурза и его улус. Речь шла о тех людях мурзы, которые не успели переправиться на правый берег. Сам Шейх-Мухаммед также не добрался до Крыма. Он оказался втянут в сражение с казахами у стен Хаджи-Тархана. Прикрывая пути отхода своим подданным, которые стремились уйти на запад.
Историк А. И. Исин высказывает обоснованное предположение, что именно эти события описывает Кадыр Али-бек. Он упоминает гибель племянника Касима, Пулада, в «ногайской битве», а также убийство Шигим-мурзой некого Джадик-хана и его сына. Сам Шейх-Мухаммед также погиб, в бою с астраханцами.
В различных редакциях «Государева родословца» встречается сходная формулировка: «А Мусин сын болшои Шегеи князь убит в Астрахани». Наместник Азова и духовные лица передали Василию III известия из Астрахани, согласно которым Шигим-мурза был убит, а его орда разгромлена.
Позднейшие события позволяют уточнить, кем именно был нанесён этот удар. Брат Шейх-Мухаммеда, Сайд-Ахмед, вскоре после гибели брата атаковал в Астрахани Ахматовичей и уничтожил семь знатных представителей рода, во главе с Музаффаром. В результате почти вся большаяордынская знать, проживавшая в Астрахани, была уничтожена. Отмечается, что в городе не осталось ни одного представителя «салтанов». Ногайцы, в свою очередь, вернули себе утраченные земли и захватили астраханские земли. Под контролем хана Джанибека осталась лишь столица Хаджи-Тархан.